# Juliana Berners
Juliana Berners, o Barnes o Bernes (1388) è stata una religiosa e scrittrice inglese.

## Biografia
Poco è noto della vita di Juliana Berners. Secondo alcuni storici la Berners potrebbe essere stata la figlia del cortigiano James Berners. Qualunque fossero le sue origini, è chiaro che la Berners abbia ricevuto un'ottima educazione, il che suggerisce un'origine aristocratica o nobiliare. Non è chiaro quando entrò nell'ordine delle benedettine, né quando divenne la priora del priorato di Stopwell, vicino a St Albans.
Il nome della monaca è legato al Libro di St Albans, a cui contribuì con un trattato sulla caccia e, potenzialmente, anche sulla falconeria, la pesca e l'araldica. È tuttavia incerto se la "Dam Julyans Barnes" del libro sia anche la priora di Stopwell e ancora più dubbia è l'attribuzione alla religiosa del trattato sulla pesca attribuitole nella ristampa del 1496 del Libro di St Albans.